# Eublemma virginalis
Eublemma virginalis is een vlinder van de familie van de spinneruilen (Erebidae). De wetenschappelijke naam van deze soort is voor het eerst voorgesteld als Anthophila virginalis door Charles Oberthür in een publicatie uit 1881.
De soort komt voor in Marokko, Algerije, Tunesië, Libië, Egypte, Westelijke Sahara en Tsjaad.